# 蓝旗镇 (隆化县)
蓝旗镇，是中华人民共和国河北省承德市隆化县下辖的一个乡镇级行政单位。

## 行政区划
蓝旗镇下辖以下地区：
蓝旗村、少府村、白尹沟村、西头营村、苏木营子村、蓝旗北沟村、老爷庙村、黑山嘴村、大营村、北窝铺村、大两间房村、大南沟村、杨树沟村、煤窑洼村、五龙头沟村、东南沟村、中营村、赵家营村和千松沟村。